# Arón Canet
Arón Canet Barbero (Corbera, Valencia, 30 de septiembre de 1999) es un piloto de motociclismo español. Obtuvo el tercer puesto del FIM CEV Moto3 Junior International Championship en 2015, y resultó subcampeón del Campeonato del Mundo de Motociclismo de Moto3 en 2019 y tercero en 2017. Desde 2020 compite en la categoría de Moto2, resultando tercero en 2022 y subcampeón en 2024. Actualmente corre con el equipo Fantic Racing.

## Biografía
Canet manejó por primera vez una motocicleta a la edad de tres años. Poco después probó los karts pero se decantó por las motocicletas. Ganó títulos en varias competiciones nacionales y también en el campeonato de velocidad del Mediterráneo. En 2013 pasó al Campeonato de España de Velocidad, en la categoría Pre-Moto3 de la cual se proclamó campeón ese mismo año. En 2014 pasó  a la categoría de Moto3 del FIM CEV Repsol, con el equipo Promoracing. En 2015 quedó tercero de este mismo campeonato con el equipo Estrella Galicia 0,0.
En 2016 debutó en el Campeonato Mundial en la categoría de Moto3, conduciendo la Honda NSF250R del Estrella Galicia 0,0; su compañero de equipo fue Jorge Navarro. Obtuvo su primer podio en Australia al terminar en el tercer puesto y consiguió su primera pole position en la carrera final en Valencia. Terminó la temporada en el decimoquinto lugar con 76 puntos.
En 2017 permaneció en el Estrella Galicia 0,0, siendo acompañado en esta temporada por el italiano Enea Bastianini. Consiguió su primera victoria en el Gran Premio de España, obtuvo dos victorias más en la temporada, en Holanda y Gran Bretaña, además de un segundo lugar en Francia y un tercer lugar en la República Checa. Logró dos pole position en la temporada en las Américas y en Alemania. Terminó la temporada en la tercera posición con 199 puntos.
En 2018 continuó por tercera temporada consecutiva en el Estrella Galicia 0,0, haciendo equipo con su compatriota Alonso López. Durante esta temporada no pudo conseguir victorias o poles y solo subió cuatro veces al podio en Catar, Argentina, Holanda y República Checa. Además en esta temporada se vio obligado a perderse el Gran Premio de Tailandia debido a una lesión en su clavícula izquierda ocurrida en el Gran Premio de San Marino. Terminó la temporada en la sexta posición con 128 puntos.
Para 2019 fichó por el Sterilgarda Max Racing Team el equipo creado por el tetracampeón de 250cc Max Biaggi, utilizando una KTM RC 250 GP. Comenzó la temporada logrando la pole position y llevándose un podio en el Gran Premio de Catar.
El 29 de junio de 2021, el Flexbox HP40 anunció la contratación de Canet por el equipo de Sito Pons por las próximas dos temporadas, arrancando su asociación a partir de la temporada 2022.

## Resultados

### FIM CEV Moto3 International Championship
| Temp. | Moto  | 1      | 2      | 3      | 4      | 5       | 6       | 7      | 8      | 9       | 10      | 11      | 12    | Pos. | Pts. |
| ----- | ----- | ------ | ------ | ------ | ------ | ------- | ------- | ------ | ------ | ------- | ------- | ------- | ----- | ---- | ---- |
| 2014  | Honda | JER 22 | JER 20 | LMS 21 | ARA 16 | CAT Ret | CAT Ret | ALB 16 | NAV 11 | ALG 12  | VAL 13  | VAL Ret |       | 23.º | 12   |
| 2015  | Honda | ALG 2  | LMS 1  | CAT 1  | CAT 2  | ARA 3   | ARA Ret | ALB 1  | NAV 1  | JER DNS | JER DNS | VAL Ret | VAL 2 | 3.º  | 176  |

### Campeonato del Mundo de Motociclismo
Sistema de puntuación de 1993 hasta 2022:
| Posición | 1.º | 2.º | 3.º | 4.º | 5.º | 6.º | 7.º | 8.º | 9.º | 10.º | 11.º | 12.º | 13.º | 14.º | 15.º |
| Puntos   | 25  | 20  | 16  | 13  | 11  | 10  | 9   | 8   | 7   | 6    | 5    | 4    | 3    | 2    | 1    |

Sistema de puntuación desde 2023 en adelante:
| Posición       | 1.º | 2.º | 3.º | 4.º | 5.º | 6.º | 7.º | 8.º | 9.º | 10.º | 11.º | 12.º | 13.º | 14.º | 15.º |
| Puntos         | 25  | 20  | 16  | 13  | 11  | 10  | 9   | 8   | 7   | 6    | 5    | 4    | 3    | 2    | 1    |
| Carrera sprint | 12  | 9   | 7   | 6   | 5   | 4   | 3   | 2   | 1   |      |      |      |      |      |      |

#### Por categoría
| Cat.  | Temp.         | 1.er GP       | 1.er Podio     | 1.ª Victoria  | Carreras | Victorias | Podios | Poles | V.Ráp. | Pts. | CM |
| ----- | ------------- | ------------- | -------------- | ------------- | -------- | --------- | ------ | ----- | ------ | ---- | -- |
| Moto3 | 2016–2019     | Catar 2016    | Australia 2016 | España 2017   | 72       | 6         | 17     | 5     | 9      | 603  | 0  |
| Moto2 | 2020-presente | Catar 2020    | Portugal 2021  | Portugal 2024 | 86       | 4         | 28     | 13    | 8      | 860  | 0  |
| Total | 2016–Presente | 2016–Presente | 2016–Presente  | 2016–Presente | 158      | 10        | 45     | 17    | 17     | 1463 | 0  |

#### Por temporada
| Temp. | Cat.  | Moto       | Equipo                      | Carreras | Victorias | Podios | Poles | V.Rap | Pts. | Pos. |
| ----- | ----- | ---------- | --------------------------- | -------- | --------- | ------ | ----- | ----- | ---- | ---- |
| 2016  | Moto3 | Honda      | Estrella Galicia 0,0        | 18       | 0         | 1      | 1     | 2     | 76   | 15.º |
| 2017  | Moto3 | Honda      | Estrella Galicia 0,0        | 18       | 3         | 5      | 2     | 3     | 199  | 3.º  |
| 2018  | Moto3 | Honda      | Estrella Galicia 0,0        | 17       | 0         | 4      | 0     | 4     | 128  | 6.º  |
| 2019  | Moto3 | KTM        | Sterilgarda Max Racing Team | 19       | 3         | 7      | 2     | 0     | 200  | 2.º  |
| 2020  | Moto2 | Speed Up   | Aspar Team Moto2            | 12       | 0         | 0      | 1     | 0     | 67   | 14.º |
| 2021  | Moto2 | Boscoscuro | Aspar Team Moto2            | 18       | 0         | 5      | 0     | 0     | 164  | 6.º  |
| 2022  | Moto2 | Kalex      | Flexbox HP40                | 19       | 0         | 8      | 3     | 2     | 200  | 3.º  |
| 2023  | Moto2 | Kalex      | Pons Wegow Los40            | 19       | 0         | 7      | 3     | 0     | 195  | 5.º  |
| 2024  | Moto2 | Kalex      | Fantic Racing               | 19       | 4         | 8      | 6     | 6     | 234  | 2.º  |
| 2025  | Moto2 | Kalex      | Fantic Racing               |          |           |        |       |       | *    | *    |
| Total | Total | Total      | Total                       | 158      | 10        | 45     | 17    | 17    | 1463 |      |

- * Temporada en curso.

#### Carreras por año
| Año  | Cat.  | Moto       | 1      | 2       | 3       | 4       | 5       | 6       | 7       | 8       | 9       | 10      | 11      | 12      | 13      | 14      | 15      | 16      | 17      | 18      | 19      | 20      | 21  | 22  | Pos. | Pts. |
| ---- | ----- | ---------- | ------ | ------- | ------- | ------- | ------- | ------- | ------- | ------- | ------- | ------- | ------- | ------- | ------- | ------- | ------- | ------- | ------- | ------- | ------- | ------- | --- | --- | ---- | ---- |
| 2016 | Moto3 | Honda      | QAT 15 | ARG Ret | AME 7   | SPA Ret | FRA 4   | ITA Ret | CAT 6   | NED Ret | GER 15  | AUT 21  | CZE Ret | GBR 8   | RSM 7   | ARA 7   | JPN Ret | AUS 3   | MAL Ret | VAL 19  |         |         |     |     | 15.º | 76   |
| 2017 | Moto3 | Honda      | QAT 4  | ARG 11  | AME Ret | SPA 1   | FRA 2   | ITA 5   | CAT 5   | NED 1   | GER Ret | CZE 3   | AUT 5   | GBR 1   | RSM Ret | ARA 5   | JPN 5   | AUS NC  | MAL 8   | VAL 9   |         |         |     |     | 3.º  | 199  |
| 2018 | Moto3 | Honda      | QAT 2  | ARG 2   | AME 8   | SPA Ret | FRA 8   | ITA 11  | CAT Ret | NED 2   | GER 5   | CZE 2   | AUT 10  | GBR C   | RSM Ret | ARA Ret | THA     | JPN Ret | AUS 6   | MAL Ret | VAL Ret |         |     |     | 6.º  | 128  |
| 2019 | Moto3 | KTM        | QAT 3  | ARG 12  | AME 1   | SPA 4   | FRA 3   | ITA 7   | CAT 2   | NED 12  | GER 3   | CZE 1   | AUT 10  | GBR 13  | RSM Ret | ARA 1   | THA NC  | JPN Ret | AUS Ret | MAL 8   | VAL 6   |         |     |     | 2.º  | 200  |
| 2020 | Moto2 | Speed Up   | QAT 8  | SPA 5   | AND 5   | CZE 10  | AUT 9   | EST Ret | RSM 9   | ERM 13  | CAT 8   | FRA DNS | ARA     | TER     | EUR 11  | VAL Ret | POR 15  |         |         |         |         |         |     |     | 14.º | 67   |
| 2021 | Moto2 | Boscoscuro | QAT 13 | DOH Ret | POR 2   | SPA 9   | FRA Ret | ITA 11  | CAT Ret | GER 2   | NED Ret | EST 2   | AUT 8   | GBR 7   | ARA 5   | RSM 3   | AME 11  | ERM 3   | ALG 4   | VAL 5   |         |         |     |     | 6.º  | 164  |
| 2022 | Moto2 | Kalex      | QAT 2  | INA 3   | ARG 4   | AME Ret | POR Ret | SPA 2   | FRA 2   | ITA Ret | CAT 2   | GER 9   | NED DNS | GBR 5   | AUT 6   | RSM 2   | ARA 2   | JPN Ret | THA 3   | AUS 9   | MAL 8   | VAL Ret |     |     | 3.º  | 200  |
| 2023 | Moto2 | Kalex      | POR 2  | ARG 4   | AME 8   | SPA 5   | FRA DNS | ITA 4   | GER Ret | NED 5   | GBR 2   | AUT Ret | CAT 2   | RSM Ret | IND Ret | JPN 8   | INA 2   | AUS 2   | THA 11  | MAL Ret | QAT 3   | VAL 2   |     |     | 5.º  | 195  |
| 2024 | Moto2 | Kalex      | QAT 10 | POR 1   | AME 9   | SPA WD  | FRA 6   | CAT Ret | ITA 6   | NED Ret | GER Ret | GBR 2   | AUT 4   | ARA Ret | RSM 2   | ERM 2   | INA 1   | JPN 16  | AUS 2   | THA 1   | MAL 8   | SLD 1   |     |     | 2.º  | 234  |
| 2025 | Moto2 | Kalex      | THA 2  | ARG 4   | AME 4   | QAT 1   | SPA 7   | FRA 3   | GBR 4   | ARA 6   | ITA 3   | NED 2   | GER 7   | CZE Ret | AUT 10  | HUN     | CAT     | RSM     | JPN     | INA     | AUS     | MAL     | POR | VAL | 2.°  | 169  |

| Color     | Resultado                                                               |
| --------- | ----------------------------------------------------------------------- |
| Oro       | Ganador                                                                 |
| Plata     | 2.ª plaza                                                               |
| Bronce    | 3.ª plaza                                                               |
| Verde     | Finalizó en los puntos                                                  |
| Azul      | Finalizó sin puntos                                                     |
| Azul      | NC - No clasificado                                                     |
| Violeta   | Ret - No terminó (Carrera)                                              |
| Rojo      | DNQ - No se clasificó                                                   |
| Negro     | DSQ - Descalificado                                                     |
| Blanco    | DNS - No empezó (carrera)                                               |
| Blanco    | WD - Retirado (fin de semana)                                           |
| Blanco    | C - Carrera cancelada                                                   |
| Sin color | DNP - Inscrito pero no participó                                        |
| Sin color | INJ - Lesionado                                                         |
| Sin color | EX - Excluido                                                           |
| Estado    | Resultado                                                               |
| Negrita   | Pole position                                                           |
| Cursiva   | Vuelta rápida                                                           |
| †         | Abandona, pero clasifica al completar el porcentaje requerido para ello |